# Forholt
Forholt er et bådebyggerværktøj, der har stor lighed med en antrækker.

## Ekstern henvisning
- Træsmedens Håndværktøj Arkiveret 16. september 2008 hos  Wayback Machine

|  | Denne artikel om noget teknisk eller videnskabeligt kan blive bedre, hvis der indsættes et (bedre) billede. Du kan hjælpe ved at afsøge Wikimedia Commons for et passende billede eller lægge et op på Wikimedia Commons med en af de tilladte licenser og indsætte det i artiklen. |